# Penstemon dolius
Espèce
Classification phylogénétique
Penstemon dolius est une plante classée, selon la classification classique, dans la famille des Scrophulariaceae, ou dans la famille des Plantaginaceae selon la classification phylogénétique. Elle est endémique d'une zone restreinte du sud-ouest des États-Unis.

## Description morphologique

### Appareil végétatif
Cette plante herbacée basse a des tiges rampantes ou érigées. La plante mesure de 5 à 20 cm de hauteur. Les feuilles mesurent entre 1,3 et 5 cm de longueur ; elles sont lancéolées, étroites et opposées.

### Appareil reproducteur
La floraison survient de mai à juin.
Des groupes lâches de fleurs apparaissent à proximité de l'extrémité des tiges florales.
Ces fleurs présentent une symétrie bilatérale et sont bleu léger ou mauve. Leur corolle mesure de 1,3 à 2 cm de long et elle présente deux lèvres constituées de pétales partiellement soudés : la lèvre supérieure réunit deux pétales qui forment une arche vers l'avant, la lèvre inférieure est constituée de trois pétales étalés. Les deux lèvres sont fusionnées sur leur partie basale ; cette dernière, d'une teinte plus soutenue, est couverte extérieurement de poils glanduleux. La fleur contient 4 étamines fertiles et 5 stériles.

## Répartition et habitat
Penstemon dolius est endémique des États-Unis. Elle vit sur les pentes sèches, caillouteuses ou argileuses, entre le Nevada et l'Utah. Elle est souvent présente dans les associations végétales à Artemisia tridentata ou à Pinus-Juniperus de la région du Grand Bassin.

## Systématique
Cette espèce a été nommée Penstemon dolius en 1891 par le géologue, ingénieur des mines et botaniste américain Marcus Eugene Jones. Mais ce n'est qu'en 1920 qu'elle fut décrite par le botaniste américain Francis Whittier Pennell dans les "Contributions from the United States National Herbarium".
Selon le site du Missouri Botanical Garden et l'USDA, il existe deux variétés de Penstemon dolius :
- Penstemon dolius var. dolius M.E. Jones ex Pennell 1920, la variété-type ;
- Penstemon dolius var. duchesnensis  N.H. Holmgren 1979 qui ne pousse qu'en Utah.